# Kingston Raiders
Die Kingston Raiders waren eine kanadische Eishockeymannschaft aus Kingston, Ontario. Das Team spielte in der Saison 1988/89 in einer der drei höchsten kanadischen Junioren-Eishockeyligen, der Ontario Hockey League (OHL).

## Geschichte
Vor der Saison 1988/89 erwarb Lou Kazowski die Rechte am Franchise der Kingston Canadians aus der Ontario Hockey League, die er anschließend in Kingston Raiders umbenannte. Aus vermarktungstechnischen Gründen versuchte Kazowski der Mannschaft einen harten Anschein zu geben und wählte daher den Namen und die Trikotfarben des American-Football-Teams der Los Angeles Raiders aus der NFL, die zu diesem Zeitpunkt als "harte" Mannschaft galten. In ihrer ersten und einzigen OHL-Saison belegten die Kingston Raiders den letzten Platz ihrer Division.
Kazowski entschloss sich nach nur einem Jahr das Franchise aufgrund von Unstimmigkeiten mit der OHL und des sportlichen Misserfolgs wieder zu verkaufen. Unter den Mitgliedern der neuen Investorengruppe befanden sich mit Wren Blair und Bob Attersley zudem zwei ehemalige Eishockeyspieler, die gemeinsam für die Kingston Frontenacs in der Eastern Professional Hockey League gespielt hatten und dem OHL-Franchise den gleichen Namen gaben.

## Ehemalige Spieler
Folgende Spieler, die für die Kingston Raiders aktiv waren, spielten im Laufe ihrer Karriere in der National Hockey League:
| - Drake Berehowsky - Tony Cimellaro - Sean Gauthier | - Mark Major - Scott Pearson - Jason Simon |

## Team-Rekorde

### Karriererekorde
Spiele: 66  Brock Shyiak
Tore: 29  Jeff Waver
Assists: 39  Drake Berehowsky,  Jeff Waver
Punkte: 68   Jeff Waver
Strafminuten: 193  Mark Major